# Wiltrud
Wiltrud ist ein alter deutscher weiblicher Vorname.

## Herkunft und Bedeutung des Namens
Der Name stammt aus dem Altsächsischen sowie Althochdeutschen und verbindet willio (Wille) mit drūd bzw. trūt (lieb, vertraut).

## Namenstag
- 6. Januar – Wiltrud von Bergen (Wiltrudis; † 995), deutsche Äbtissin im Benediktinerkloster Bergen bei Neuburg an der Donau
- 21. Mai – Wiltrud von Ardei, Gründerin einer Prämonstratenser-Propstei mit Frauenkloster
- 2. Juli – Wiltrud von Hohenwart, deutsche Äbtissin im Kloster Hohenwart bei Schrobenhausen

## Varianten
Wiltrude, Willtrud, Wiltraud, Wiltraut, Wildis

## Bekannte Namensträgerinnen
- Biletrud (Wiltrud), Herzogin von Bayern zur Zeit der Luitpoldinger († 947)

Wiltrud
- Wiltrud von Bergen († um 995), bayerische Herzogin an der Seite von Berthold von Bayern, Klostergründerin und Äbtissin
- Wiltrud Drexel (* 1950), österreichische Skirennläuferin
- Wiltrud Fuchs (* 1945), deutsche Kirchenmusikerin
- Wiltrud Gieseke (* 1947), deutsche Erziehungswissenschaftlerin, Autorin und Professorin für Erwachsenenpädagogik
- Wiltrud Holik (* 1940), ehemalige deutsche Diplomatin
- Wiltrud von Orléans (* um 785; † nach 834), Tochter des Grafen Hadrian von Orléans und dessen Gemahlin Waldrat aus dem Geschlecht der Widonen
- Wiltrud Probst (* 1969), ehemalige deutsche Profi-Tennisspielerin
- Wiltrud Rehlen (1930–1984), deutsche Politikerin (SPD)
- Wiltrud Schreiner (* 1967), österreichische Schauspielerin
- Wiltrud Topić-Mersmann (1919–2022), österreichische Kunsthistorikerin
- Wiltrud Urselmann (* 1942), deutsche Schwimmerin
- Wiltrud Wessel (1934–2024), deutsche Politikerin (FDP) und Gründerin der Initiative „Hilfe für Polen“

Wiltraud/Wiltraut
- Wiltraud Jasper (1915–1996), deutsche Graphikerin und Illustratorin
- Wiltraut Rupp-von Brünneck (1912–1977), deutsche Juristin, u. a. Richterin des Bundesverfassungsgerichts